# 탱글 타워
탱글 타워(Tangle Tower)는 2019년 10월 22일 SFB Games에서 출시한 추리 게임으로, 이전 출시 게임인 Detective Grimoire(탐정 그리모어)의 프랜차이즈 게임이다.

## 게임 줄거리
'그림이 사람을 죽였다?'
수수께끼 저택 탱글 타워에서 프레야 펠로우(Freya Fellow)가 플로라 펠로우(Flora Fellow)의 초상화를 그리던 도중 그림을 완성하지 못한 채 밀실에서 의문의 살인을 당한다. 프레야를 죽인 범인이 누구인지, 또 어떻게 죽인건지. 이 사건의 진상을 파헤치기 위해 탐정 그리모어(Grimoire)와 그의 조수 샐리(Sally)가 탱글 타워로 향하게 되는데...

## 출연

### 등장인물
- 탐정 그리모어(Detective Grimoire): 사건을 맡게 된 탐정

- 샐리(Sally): 탐정 그리모어의 조수

- 프레야 펠로우(Freya Fellow): 19세. 피해자. 직업은 예술가이다.

- 플로라 펠로우(Flora Fellow): 44세. 사건 발생 당시 피해자가 그리던 초상화의 주인공

- 피피 펠로우(Fifi Fellow): 19세. 괴짜 과학자. 피오나 펠로우(Fiona Fellow)가 본명이다. 모종의 이유로 피피라고 불리길 원한다.과학에 관심이 많다.

- 펠릭스 펠로우(Felix Fellow): 53세. 플로라 펠로우(Flora Fellow)의 남편

- 피츠 펠로우(Fitz Fellow): 24세. 저택의 정원사. 정원을 가꾸는 것에 관심이 많다.

- 퍼시발 포인터(Percival Pointer): 57세. 천문학 교수. 포피 포인터(Poppy Pointer)의 아버지

- 페니 포인터(Penny Pointer): 27세. 페넬로피 포인터(Penelope Pointer)라고도 불린다. 조류학에 관심이 많다.

- 포피 포인터(Poppy Pointer): 19세. 피아니스트

- 호크쇼(Hawkshaw): 나이 미상. 집 안의 누군가가 고용한 사설탐정

## 제작

### 제작사
SFB Games

### 제작진

#### 개발(Dev)팀
- Adam Vian: 스토리&대본 / 캐릭터 디자인 / 게임 디자인/ 퍼즐 디자인
- Tom Vian: 프로그래밍 / 게임 디자인 / 스토리/개발
- Catherine Unger: 배경 미술 / 게임 속 증거요소 미술화 / 캐릭터 디자인 / 스토리
- Jonathan Harris: 캐릭터 애니메이션
- Calum Bowen: 사운드 디자인

#### 보이스(Voice)팀
- Kimlinh Tran: 캐스팅 / 목소리 연출
- Edwyn Tiong: 탐정 그리모어 역
- Amber Lee Connors: 조수 샐리 역
- Doug Stone: Felix Fellow 역
- John Mondelli: Professor Pointer(Percival Pointer) 역
- Faye mata: Poppy Pointer 역
- Sarah Anne Williams: Fifi Fellow 역
- Tiana Camacho: Penelope Pointer 역
- Josh Tomar: Fitz Fellow 역

#### 음악팀
- Raphael Benjamin Meyer: 원본 악보
- Martin Offik: 악보 편집
- David Chrisiansen: 오케스트레이션, 녹음 프로듀서
- Budapest Art Orchestra: 오케스트라 연주
- Peter Pejtsik: 오케스트라 지휘자
- Gábor Buczko: 세션 사운드 엔지니어
- Miklós Lukács Sr.: Pro Tools 엔지니어
- Emotionscore, Miklós Lukács: 레코딩 코디네이션
- Emotionscore: 악보 준비
- Martin Offik: 음악 믹싱 & 편집
- Nautilus Sound Studio: 음악 믹싱

단독 연주자
- Regina Dahlen: 보컬
- Raphael B.Meyer: 보컬, 레코더 모노코드
- Andreas Bohlen: 색소폰
- Nadishana:주즈하프(jew's harp)
- Mirko Arnone: 기타 E-Bass
- Michelangelo Rinaldi: Toy Piano Accordion
- Markus Neuweiler: Additional Percussions
- Daniel Ella: 잉글리시호른
- Emese Mali: 피아노

#### 현지화(번역)팀
- Rory Faulkner: 프로젝트 매니저
- Idalina Taylor: 프로덕션 매니저
- Donovan Chevalier: 프랑스어(프랑스)
- Georges P.: 프랑스어(캐나다)
- Noemi Petrini: 이탈리아어
- Philipp Techen: 독일어
- Jesús Calzado Díaz: 스페인어(스페인)
- Bram Buhrmann Starink: 네덜란드어
- Rodrigo Cali: 포르투갈어(브라질)
- Yulia Spektor: 러시아어
- Muhammad Mahmoud Kamel Yassin: 아랍어
- M. Taha Ardal: 터키어
- Soyoung Kim: 한국어
- Haruna Yokoyama: 일본어
- Yitong Mao: 중국어(간체자)
- Cynthia Lin: 중국어(번체자)

번역 검토
- Bertrand Bonnet-Badille: 프랑스어(프랑스)
- Paolo Cecotti: 이탈리아어
- Illika Wegner: 독일어
- Sara Jimenez Garcia: 스페인어(스페인)
- Henry Pijffers: 네덜란드어
- Samuel Augusto Modesto: 포르투갈어(브라질)
- Yevgeniy Oliynyk: 러시아어
- Hassen Trabelsi: 아랍어
- Gül tekin: 터키어
- Haejung Lee: 한국어
- Shuai Fang: 중국어(간체자)
- Shang Ke: 중국어(번체자)

#### 테스팅
- Alcir Neto: 프로젝트 매니저
- Maddy Vian: 추가 테스트
- Catherine Unger: 추가 테스트
- Kate Fayer: 추가 테스트

#### 공동 출자
- European Union - Creative Europe

## 평가
탱글 타워(Tangle Tower)는 개성적인 일러스트와 탄탄한 스토리, 그리고 예상치 못한 반전 요소 등 다양한 플랫폼에서 긍정적인 평가를 받고있다. 또한, British academy games awards의 EE mobile Game of the year 부문에서 후보자로 오르거나, International Mobile Gaming Awards에서도 후보자로 오르는 등 다양한 시상식에서 작품성을 인정받았다. 시상식 이외에도 PAX EAST INDIE SHOWCASE 등 행사에 참가하기도 했다.

### 제작사
- SFB Games

### 프로듀서&배우
- Adam Vian
- Tom Vian
- Catherine Unger
- Jonathan Harris
- Calum Bowen
- Kimlinh Tran
- Edwyn Tiong
- Amber Lee Connors
- Doug Stone
- John Mondelli
- Faye mata
- Sarah Anne Williams
- Tiana Camacho
- Josh Tomar

### 오케스트라 연주
- Budapest Art Orchestra